# Дэвис, Фред
Фред Дэ́вис (англ. Fred Davis; 14 августа 1913 — 16 апреля 1998) — бывший английский профессиональный игрок в снукер и английский бильярд.
Восьмикратный чемпион мира по снукеру. В 1977 году был удостоен ордена Британской империи (офицер). Член Зала славы снукера с 2011 года.

## Биография и карьера
Фред — младший брат Джо Дэвиса и доминировал в снукере на протяжении 1950-х. Первоначально Дэвис-младший играл в английский бильярд и стал профессионалом в этой игре уже в 1929 году после того, как выиграл национальное юношеское первенство. Свой первый официальный снукерный матч Фред сыграл в 1937 — тогда он проиграл в первом раунде чемпионата мира валлийцу Биллу Уизэрсу. Дэвис был известен своей близорукостью, и поэтому после того матча он приобрёл специальные очки. Возможно, это повлияло на качество его игры, так как в следующие два года Фред дважды достигал полуфиналов (последний он проиграл своему брату Джо со счётом 14:17). На первенстве мира Дэвису-младшему во второй раз за карьеру пришлось встретиться с Дэвисом-старшим. Джо боролся за 14-й подряд чемпионский титул и в напряжённейшем поединке всё же добыл его. 37:36 — и это был первый финал в истории чемпионатов мира, закончившийся решающим фреймом.
Затем началась Вторая мировая война. Турниры по снукеру отменили, а сам Дэвис был призван по мобилизации 20 июля 1940 года, всего через пять дней после собственной свадьбы. Тем не менее, ему не удалось завоевать чемпионский титул и в 1946 году — вновь триумфатором был его брат. У Фреда появился отличный шанс победить на первенстве в следующем году, после того как Дэвис-старший прекратил участвовать в турнире. Он благополучно дошёл до финала, где столкнулся с шотландцем Уолтером Дональдсоном, но уступил ему, 63:82. И всё-таки Дэвис продолжил «семейную традицию» — он победил на чемпионате мира в следующем году, поквитавшись с Дональдсоном, а затем выиграл ещё три чемпионата — в 1948, 1949 и 1950.
В 1952-м году из-за разногласий между некоторыми снукеристами и BA & CC (всемирная ассоциация бильярда) было принято решение провести два чемпионата в один год. В одном из них, организованном BA & CC, приняли участие всего двое игроков. Другой чемпионат был организован остальными снукеристами, среди которых был и Дэвис. В том первенстве снова победил Фред, и снова его соперником по финалу был Дональдсон.
World Matchplay, который и стали называть «настоящим» чемпионатом, продержался до 1957 года. Все игры вплоть до 1957-го выигрывал Фред. На протяжении всего этого времени его главным оппонентом так и оставался Уолтер Дональдсон — он ещё трижды пытался отобрать титул чемпиона у англичанина, но каждый раз терпел поражение.
С середины пятидесятых картина немного поменялась — на сей раз Фреду противостоял его соотечественник, Джон Палмен. В непростом матче Дэвис-младший всё же оформил седьмое чемпионство, а на следующий год и повторил этот результат. К 1957 году он завоевал уже 8 главных наград, но перед очередным первенством неожиданно заявил о своём уходе из турнира, освободив тем самым дорогу к победе Палмену. Тем не менее, Фред продолжал играть на других соревнованиях по снукеру — так, в 1958 и 1959 годах он побеждал на News of the World Championship.
Когда в 1964 году чемпионат мира возобновился (с 1958 их не было), Дэвис всё-таки решил возвратиться. Он вновь вышел в финал, однако на этот раз не смог переиграть Джона Палмена и уступил ему в «коротком» матче до 19 побед. И хотя Дэвис ещё дважды побывал в финалах, он уже был не в силах противостоять Джону. Фред так и остался восьмикратным чемпионом мира, не сумев достичь рекорда своего старшего брата, завоевашиего 15 титулов.
Когда в 1976 году впервые был введён мировой рейтинг снукеристов, Фред Дэвис с шестью очками занял в нём 4-ю позицию — это было неплохое достижение для 63-летнего англичанина. Но большего в рейтинге он не достигал.
В 1977 году Фред был награждён орденом Британской империи (MBE), а спустя ещё год дошёл до полуфинала на чемпионате мира, где проиграл южноафриканцу Перри Мансу со счётом 16:18.
Несмотря на неудачи в снукере, Дэвис сумел стать чемпионом на первенстве мира по английскому бильярду в 1980 и 1981 годах (хотя последний из этих чемпионатов проводился фактически в 1980 году). В последний раз он отправился на ЧМ по снукеру в 1984, и только в 1992, в возрасте 79 лет Фред закончил профессиональную карьеру.
Он умер 16 апреля 1998 года, всего за несколько дней до начала нового чемпионата мира.